# Rolando Barra
Rolando Barra Pinedo (Santa Cruz de la Sierra, 10 de marzo de 1987) es un futbolista boliviano. Juega como defensa.

## Clubes
| Club                           | País    | Año         |
| ------------------------------ | ------- | ----------- |
| Oriente Petrolero              | Bolivia | 2003 - 2005 |
| La Paz FC                      | Bolivia | 2006 - 2008 |
| The Strongest                  | Bolivia | 2009        |
| Fluminense de Feira de Santana | Brasil  | 2010        |
| La Paz FC                      | Bolivia | 2010        |
| Oruro Royal                    | Bolivia | 2011 - 2012 |
| Universitario de Sucre         | Bolivia | 2012 - 2014 |
| Sport Boys Warnes              | Bolivia | 2014 - 2015 |
| Petrolero                      | Bolivia | 2015        |